# All the Wars
All the Wars is het negende studioalbum van The Pineapple Thief. De band onder leiding van Bruce Soord voerde met dit album een wijziging in stijl door. De nummers zijn (relatief) vrij kort voor TPT’s doen en doen meer hardrockachtig aan. Dat werd niet door iedere fan uit het verleden geapprecieerd. All the wars gaat over de kleine “oorlogen” in een relatiesfeer. 

## Musici
- Bruce Soord – gitaar, zang
- Jon Sykes – basgitaar, zang
- Steve Kitch – toetsinstrumenten
- Keith Harrison – slagwerk, zang
- strijkorkest

## Muziek
| Nr. | Titel               | Duur |
| --- | ------------------- | ---- |
| 1.  | Burning pieces      | 4:12 |
| 2.  | Warm seas           | 3:58 |
| 3.  | Last man standing   | 5;12 |
| 4.  | All the wars        | 3:47 |
| 5.  | Build a world       | 3:57 |
| 6.  | Give it back        | 7:01 |
| 7.  | Someone pull me out | 4:00 |
| 8.  | One more step away  | 3:10 |
| 9.  | Reaching out        | 9:49 |

De speciale uitvoering bevatte een compact disc met akoestische opnamen

| Nr. | Titel                 | Duur |
| --- | --------------------- | ---- |
| 1.  | Warm seas             | 4:12 |
| 2.  | All the wars          | 3:51 |
| 3.  | Last man standing     | 4:35 |
| 4.  | Every last moment     | 2:35 |
| 5.  | One more step away    | 3:01 |
| 6.  | Someone pulled me out | 4:07 |
| 7.  | Burning pieces        | 3:14 |
| 8.  | Reaching out          | 4:54 |
| 9.  | Light up your eyes    | 4:07 |

Het album werd gevolgd door een EP Build a World met remixen van de traks van dit album en drie nieuwe tracks.